# Canal de Zanzibar
Pour les articles homonymes, voir Zanzibar.
Le canal de Zanzibar est un détroit situé dans l'océan Indien et séparant l'île d'Ugunja et les petites îles environnantes du continent africain et plus particulièrement de la Tanzanie. Le détroit tire son nom de l'archipel de Zanzibar dont Ugunja, parfois appelée Zanzibar, est l'île principale.
La profondeur du canal n'excède pas cent mètres et sa largeur est d'environ 40 kilomètres. À son extrémité sud, sur le continent, se trouve la ville de Dar es Salam.
Le canal de Zanzibar est soumis à un climat tropical caractérisé par deux saisons des pluies espacées de six mois et venant du sud-est et du nord-est.

## Source
- (en) Zanzibar Channel Project - Channel